# Поарта
Поарта (рум. Poarta) — село у повіті Муреш в Румунії. Входить до складу комуни Ферегеу.
Село розташоване на відстані 282 км на північний захід від Бухареста, 21 км на північ від Тиргу-Муреша, 73 км на схід від Клуж-Напоки, 144 км на північний захід від Брашова.

## Населення
За даними перепису населення 2002 року у селі проживали 192 особи, з них 188 осіб (97,9%) румунів. Рідною мовою 189 осіб (98,4%) назвали румунську.